# Erwin Knäpper

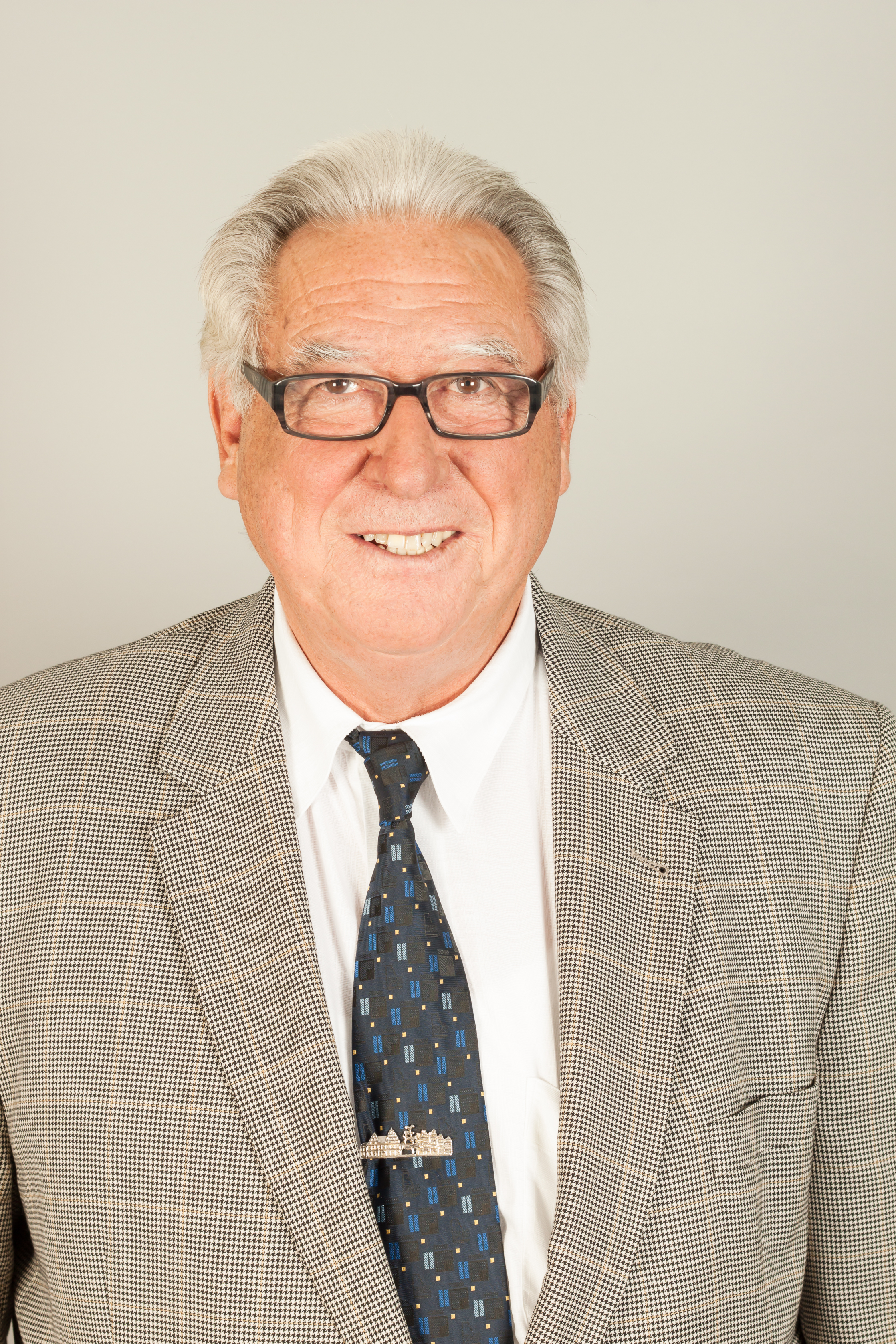
Erwin Knäpper 2014

Erwin Knäpper (* 20. August 1943 in Bönen in Westfalen) ist ein bremischer Politiker (CDU) und war Abgeordneter der Bremischen Bürgerschaft für Bremerhaven.

## Biografie

### Ausbildung und Beruf
Nach der Volksschule besuchte Knäpper die Handelsschule und schloss diese mit der Mittleren Reife ab. Hieran schloss sich eine Lehre als Großhandelskaufmann und eine Tätigkeit als kaufmännischer Angestellter an. Er war dann für drei Jahre Soldat auf Zeit in der Bundesmarine. 1966 wurde er dann Polizeibeamter und absolvierte 1969 die Polizeischule. Das Dienstverhältnis als Polizeibeamter ruhte während seiner ersten Abgeordnetenzeit. Er ist nun Polizeikommissar a. D.

### Politik
Knäpper ist seit 1983 Mitglied in der CDU.
Von 1984 bis 2014 war er im Vorstand des Stadtbezirksverband Geestemünde in Bremerhaven und er war bis 2008 deren stellvertretender Vorsitzender. Er war von 1983 bis 2014 Beisitzer im Kreisvorstand der CDU-Bremerhaven.
Er ist Vorsitzender des CDU-Arbeitskreises Innere Sicherheit in Bremerhaven.
Von 1994 bis 2007 war Knäpper Mitglied der Bremischen Bürgerschaft. Er war im 
Ausschuss für Angelegenheiten der Häfen, im Betriebsausschuss Justizdienstleistungen, im Kontrollausschuss nach dem Polizeigesetz, im Ausschuss gemäß Artikel 125 der Landesverfassung, im Rechts-, im Richterwahl- und im Verfassungs- und Geschäftsordnungsausschuss vertreten. Er gehört ferner der Deputation für Inneres an. Nachdem Verlust seines Abgeordnetenmandats war er weiterhin Mitglied der Deputation für Inneres. 
Seit der 18. Wahlperiode war er von 2011 bis 2015 wieder Mitglied der Bremischen Bürgerschaft und deren Alterspräsident.

Dort war er vertreten im
Ausschuss für Angelegenheiten der Häfen im Lande Bremen,
Ausschuss für Wissenschaft, Medien, Datenschutz und Informationsfreiheit,
Landesbeirat für Sport,
Petitionsausschuss (Land),
Rechtsausschuss und im
Richterwahlausschuss sowie in der
staatlichen Deputation für Inneres und Sport.